# Scenocharops
Scenocharops is een geslacht van insecten uit de orde vliesvleugeligen (Hymenoptera) en de familie Ichneumonidae.

## Soorten
- S. exareoletus He, 1980
- S. flavipetiolus (Sonan, 1929)
- S. koreanus Uchida & Momoi, 1960
- S. montanus Gupta & Maheshwary, 1971
- S. namkumensis Gupta & Maheshwary, 1971
- S. parasae He, 1980
- S. punctatus Gupta & Maheshwary, 1971
- S. sinui Sudheer & Narendran, 2005
- S. townesi Gupta & Maheshwary, 1971